# Lee Moore (politico)
Lee Llewellyn Moore (Saint Kitts, 15 febbraio 1939 – New York, 6 maggio 2000) è stato un politico nevisiano.